# Callionymus leucopoecilus
Callionymus leucopoecilus is een straalvinnige vissensoort uit de familie van pitvissen (Callionymidae). De wetenschappelijke naam van de soort is voor het eerst geldig gepubliceerd in 1993 door Fricke & Lee.